# Kidinnutu
Kidinnutu (kidinnūtu) was een wettelijke status in het oude Mesopotamië die wel te vergelijken is met de latere stadsrechten. Ook aan individuen kon kidinnu  worden toegekend, een soort persoonlijke privileges, maar er bestond daarnaast ook "kidinnu van de gemeenschap", de kıdinnūtu. Een stad die deze (voor)rechten verwierf werd āl kıdinnı genoemd, haar burgers sābē kıdinnı.
Aan de burgers van sommige steden verleenden de koningen van Babylon en Assur zo voorrechten die niet aan andere onderdanen werden toegekend. In Babylonië waren het Nippur, Sippar en Babylon zelf. In Assyrië was het Assur, de oude hoofdstad, en later ook het verre Harran. Men zou een stad onder kidinnu ook een vrijstad kunnen noemen. De vrijstelling betrof een aantal zaken en had ook een religieuze achtergrond. De stad werd geacht onder goddelijke bescherming te staan en de koning pleegde heiligschennis als hij de rechten met voeten trad. In Babylon was het onderdeel van de tweede dag van het akitu-feest dat de urigallu-priester een gebed aan Marduk uitsprak dat hij de šubarū voor de kidinnu-burgers van de stad zou vaststellen en op de vijfde dag werd de koning van alle tekenen van zijn koningschap ontdaan, gaf de priester hem een klap in het gezicht en trok hem aan zijn oren om hem te doen buigen voor (het beeld van) de god. Daarna moest hij verklaren dat hij niets kwaads gedaan had, geen rituelen overgeslagen had en de mannen van de kidinnu geen oorvijg gegeven had.
Burgers met kidinnūtu waren vrijgesteld van het verrichten van arbeid voor de koning, er waren vrijstellingen van belastingen en van het vervullen van krijgsdienst, hoewel het laatste niet onbeperkt was. De koning kon niet zonder meer boetes of gevangenisstraf opleggen. De vorst kon ook een geding aangespannen door een burger niet zo maar naast zich neerleggen.
De rechten van Assur werden bevestigd door Sargon II in een bul die bewaard is gebleven na een tijd van burgeroorlog en er is een document dat bekendstaat als de Fürstenspiegel dat meer details verschaft.
Het is bekend dat de kidinnutu een belangrijke hinderpaal vormde voor de vorsten van het Neo-Assyrische rijk dat vanaf Adad-nirari II trachtte de zuiderburen aan zich te onderwerpen. Koningen die steden ertoe wilden overhalen hun gezag te aanvaarden, moesten vaak beloven dat zij de voorrechten van de kıdinnūtu zouden respecteren. De Assyrische koning Salmanasser III onthaalde de burgers van Babylon en Borsippa op voedsel en drank en kleedde hen in dure gewaden en schonk hun giften. De burgers werden šubarē ša ilani rabūti genoemd, "mannen van kıdinnu, de vrijen van de grote goden". In Urartu deed hij iets dergelijks tijdens zijn oorlogen tegen Argišti II. Hij was niet de enige die deze taktiek gebruikte. Ook Tiglat-Pileser II verklaarde "Uw kıdinnūtu is verzekerd" tegen de burgers van Babylon.
Kidinnutu is vooral bekend uit het eerste millennium v.Chr. maar het verschijnsel heeft waarschijnlijk een veel langere traditie. Zelfs in de tijd van Ishme-Dagan van Isin werden de burgers van Nippur al vrijgesteld van de gúr, een schatting in zilver en goud. Vrijstellingen voor stedelingen gaan dus waarschijnlijk al op de Sumerische vorsten terug en moeten ook gezien worden in het kader van de eeuwenlange pogingen van Mesopotamische vorsten de bevolking zoveel mogelijk aan een locatie -bij voorkeur een stad- te binden.
Kidinnutu schijnt vooral onder de Kassieten in de tijd van Kar-Duniash te zijn ingevoerd. Hun kudurru's omschrijven onder goddelijke bescherming rechten van degenen die op het land wonen dat door deze mijlpalen afgeperkt werd. De overeenkomst met de kidinnu van de stedeling is echter vrij oppervlakkig.